# F. Richard-Bessière
Pour les articles homonymes, voir Richard et Bessière.
Ne pas confondre avec Francis Richard, un des noms de plume de Paul Bérato
F. Richard-Bessière est le pseudonyme de deux auteurs français de science-fiction écrivant à quatre mains, François Richard (né à Sète le 7 avril 1913 et mort à Auxerre le 28 mars 2001, à 87 ans), à l'origine directeur littéraire aux éditions du Fleuve noir, et Henri Bessière, imprésario (né à Béziers en 1923 et mort dans cette même ville le 22 décembre 2011, à 88 ans).
Ils publient leurs premiers romans en 1951, écrivant ensuite plus d'une centaine de titres jusqu'en 1985.
Selon Henri Bessière, la collaboration de François Richard se résumait essentiellement à la correction stylistique et orthographique des textes de l'auteur biterrois en vue de les rendre publiables.
Leur roman Les Conquérants de l'univers est le premier numéro de la collection Anticipation des éditions du Fleuve noir. 
Les 7 Anneaux de Rhéa a été réédité chez J'ai lu, et Les Jardins de l'apocalypse est ressorti chez Marabout Science-Fiction.
Dans les années 1960 et 70, pour publier aux éditions Fleuve noir des romans d'espionnage, ils recourent au nom de plume F.-H. Ribes, constitué d'une part des initiales des prénoms usuels des deux auteurs — François et Henri —, et d'autre part de l'agglutination des premières lettres de leurs noms de famille — RIchard et BESsière.
Henri Bessière a depuis revendiqué l'écriture des romans publiés sous ces pseudonymes, qu'il fait reparaître sous le nom de Richard-Bessière puis Richard Bessière. Sous ce dernier nom, dans les années 1990 et 2000, il publie seul ou avec Charly Sanson des essais sur les sociétés secrètes ou la parapsychologie.
En 2005, les éditions Œil du sphinx publient un livre d'hommage, Richard Bessière, Une route semée d'étoiles, qui comporte ses mémoires, une interview et une bibliographie.